# Politie Limburg-Zuid
De politieregio Limburg-zuid was een politieregio in het zuiden van de Nederlandse provincie Limburg. Het korps had de verantwoordelijkheid over zo'n 650.000 inwoners. De korpssterkte bedroeg ongeveer 1750 agenten.
Bij de invoering van de Nationale Politie op 1 januari 2013 is Limburg-Zuid samengevoegd met het korps Limburg-Noord tot de Regionale Eenheid Limburg, een van de tien regionale eenheden.

## Beheer
- Korpschef: Gery Veldhuis
- Korpsbeheerder: Annemarie Penn, burgemeester van Maastricht

Bestaande regionale politieeenheden:
Noord-Nederland ·
Oost-Nederland ·
Midden-Nederland ·
Noord-Holland ·
Amsterdam ·
Den Haag ·
Rotterdam ·
Zeeland - West-Brabant ·
Oost-Brabant ·
Limburg ·
Eenheid Landelijke Expertise en Operaties ·
Eenheid Landelijke Opsporing en Interventies

Voormalige eenheden:
Landelijke Eenheid
Voormalige regiokorpsen:
Politie Groningen ·
Politie Fryslân ·
Politie Drenthe ·
Politie IJsselland ·
Politie Twente ·
Politie Noord- en Oost-Gelderland ·
Politie Gelderland-Midden ·
Politie Gelderland-Zuid ·
Politie Utrecht ·
Politie Noord-Holland-Noord ·
Politie Zaanstreek-Waterland ·
Politie Kennemerland ·
Politie Amsterdam-Amstelland ·
Politie Gooi en Vechtstreek ·
Politie Haaglanden ·
Politie Hollands Midden ·
Politie Rotterdam-Rijnmond ·
Politie Zuid-Holland-Zuid ·
Politie Zeeland ·
Politie Midden- en West-Brabant ·
Politie Brabant-Noord ·
Politie Brabant-Zuidoost ·
Politie Limburg-Noord ·
Politie Limburg-Zuid ·
Politie Flevoland ·